# John Purdy

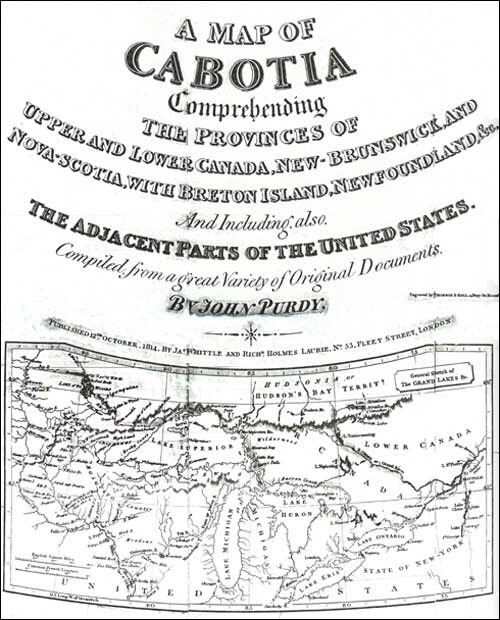
Map of Cabotia (1814) por John Purdy

Um mapa da Cabotia.

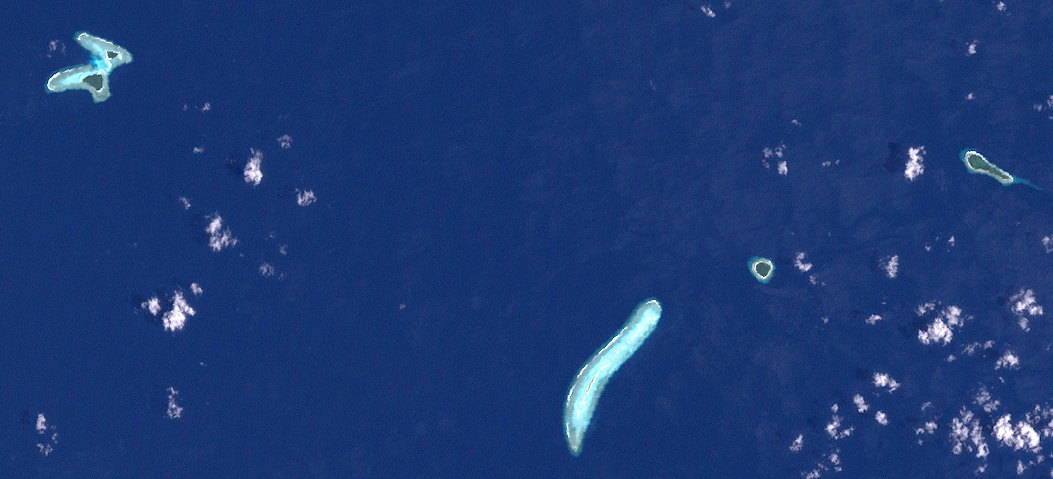
Imagem Landsat das ilhas Purdy (Arquipélago de Bismarck), baptizadas em homenagem a John Purdy em 1817.

John Purdy (Norwich, 14 de agosto de 1773 — Clerkenwell, 29 de janeiro de 1843) foi um cartógrafo e hidrógrafo britânico, ativo na primeira metade do século XIX, cujo trabalho e influência se estenderam para além da hidrografia com a cunhagem do termo farologia, o estudo dos modernos faróis e da sua concepção e funcionamento. A obra de Purdy intitulada Memoir, descriptive and explanatory, to accompany the New Chart of the Atlantic Ocean teve tal influência que, adaptada e melhorada, continuou a ser lançada até à sua 15.ª edição, aparecida mais de cinquenta anos após a morte do autor.

## Biografia
John Purdy nasceu em Norwich, filho de uma alfaiate e livreiro, tendo começado muito cedo a estudar cartas navais e assuntos semelhantes. A prtir de dezembro de 1795 foi aprendiz de David Steel, da Stationers Guild (uma corporação destinada a defender os interesses dos tipógrafos, dos armazenistas e de todos aqueles que se dedicam profissionalmente à produção de obras impressas). Terminada a sua formação, associou-se a Henry Cooper e intalou-se como vendedor de mapas e outros materiais gráficos. O negócio não resultou e foi liquidado por falência em novembro de 1811. A partir de 1812, sucedeu a De la Rochette como hidrógrafo na empresa Laurie & Whittle, produtora de mapas, com sede na Fleet Street de Londres. A partir daí toda a sua carreira, e produção cartográfica, está associada a esta empresa.
Como a mioria dos editores de mapas, Purdy não participou em expedições hidrográficas e o seu trabalho consistiu em escrever obras e construir cartas com base nos relatórios de outros, mas acabou por se tornar uma das principais autoridades do seu tempo em hidrografia. Foi o principal responsável pela divulgação da existência da Corrente de Rennell junto dos navegadores e, em 1832, a filha de James Rennell, Lady Jane Rodd, pediu a Purdy que editasse as suas Wind and Current Charts (Cartas de Vento e Correntes.
Em 1812, Purdy publicou uma obra que intitulou Memória, descritiva e explicativa, para acompanhar a Nova Carta do Oceano Atlântico (Memoir, descriptive and explanatory, to accompany the New Chart of the Atlantic Ocean). Esta obra foi objeto de várias edições, tendo a décima quinta aparecido em 1894, editada por William Kettle. Kettle era sobrinho de Alexander George Findlay, que sucedeu a Purdy como um dos principais hidrógrafos e editou e melhorou muitas das suas obras, assumindo a gestão da firma de Laurie & Whittle.
Uma lista dos mapas e cartas de Purdy foi apresentada no Catálogo da sala de mapas da Royal Geographical Society. Incluem: uma carta do Oceano Atlântico (1812); um mapa de Cabotia, compreendendo as Províncias do Alto e Baixo Canadá, (1814); um mapa do mundo na Projeção de Mercator (1825); os Açores (1831); Jamaica (1834); o Vice-Reino do Canadá (1838); e Terra Nova (1844). Outras publicadas por Findlay, após a morte de Purdy, incluem os oceanos Índico e Pacífico (1847); o Canal de São Jorge (1850); as costas de Espanha e Portugal (1856). O seu sobrinho Isaac Purdy (1802-1852) publicou uma carta das costas da China em 1865.

## Farolagem
Purdy é considerado o criador da palavra farologia, entendida como o estudo dos faróis modernos a partir de 1800. A palavra apareceu no livro de Purdy, publicado em 1839, intitulado The Colombian Navigator; Or, Sailing Directory for the American Coasts and the West-Indies. No ano seguinte, 1840, foi utilizado na obra de Purdy The New Sailing Directory for the Strait of Gibraltar and the Western Division of the Mediterranean Sea: Comprehending the Coasts of Spain, France, and Italy, from Cape Trafalgar to Cape Spartivento, the Balearic Isles, Corsica, Sardinia, Sicily and the Maltese Islands, with the African Coast, from Tangier to Tripoli, Inclusive ... Improved, by Considerable Additions, to the Present Times.

## Obras
Entre as outras publicações importantes de Purdy contam-se:
- Tables of Positions, or of the Latitudes and Longitudes of Places, 1816.
- The Columbian Navigator, 1817; other editions 1823–4, 2 vols., 1839, and 1847–8.
- Memoir to accompany the General Chart of the Northern Ocean, 1820.
- The New Sailing Directory for the Ethiopic or Southern Atlantic Ocean, 1837; 3rd edit. Findlay, 1844. Similar Sailing Directories, dealing with many other regions, were also published by Purdy.
- The British American Navigator, 2nd edit. 1843.